# Maria, Condessa de Bolonha
Maria (1136– 25 de julho de 1182), foi uma religiosa e nobre francesa, tendo sido condessa de Bolonha de 1159 a 1170.

## Biografia
Maria era filha do rei Estêvão de Inglaterra e de sua esposa Matilde I, Condessa de Bolonha. Em tenra idade, ela aparentemente foi colocada num convento, mas tornou-se herdeira em 1159 de seu irmão Guilherme, o qual não havia deixado filhos. Visto que era herdeira do condado de Bolonha, foi forçada a deixar o convento e casar-se com Mateus da Alsácia, que tornar-se-ia conde de Bolonha e co-regente em 1160 através de seu casamento com ela. O casamento não foi um grande sucesso, embora eles tenham reinado em conjunto até o divórcio, em 1170, e tiveram duas filhas.
Depois de divorciar-se, Maria tornou-se freira em St. Austrebert, Montreuil e morreu em 1182. Seu ex-marido continuou a reinar como conde de Bolonha até sua morte em 1173, quando a filha Ida tornou-se condessa. A outra filha de Maria, Matilda, casou-se com Henrique I de Brabante e herdou as terras e possessões de Maria na Inglaterra.